# Бёлюкбаши, Ибрахим
Ибрахим Бёлюкбаши (тур. İbrahim Bölükbaşı; род. 1 декабря 1990 года, Эрзурум, Турция) — турецкий борец и парадзюдоист. Чемпион летних Паралимпийских игр 2024 в Париже по парадзюдо.

## Биография
11 августа 2012 года принял участие на летних Олимпийских играх 2012 в Лондоне в вольной борьбе в весовой категории до 84 кг. В 1/8 финала уступил азербайджанцу Шарифу Шарифову и продолжил борьбу за бронзовые медали. В утешительном раунде победил американца Джейка Херберта, в схватке за третье место проиграл иранцу Эхсану Лашгари.
В 2016 году принял участие и на Олимпийских, и на Паралимпийских играх в Рио-де-Жанейро. 21 августа соревновался на Олимпиаде в вольной борьбе в весовой категории до 97 кг, выбыл на стадии квалификации, уступив иранцу Резе Яздани. 10 сентября соревновался на Паралимпиаде в парадзюдо в весовой категории до 100 кг. А 1/8 финала победил грека Теоклитоса Папахристоса, в четвертьфинале проиграл узбеку Ширину Шарипову, в утешительном раунде проиграл британцу Кристоферу Скелли.
7 сентября 2024 года принял участие на летних Паралимпийских играх 2024 в Париже в весовой категории свыше 90 кг (класс J2) и завоевал золотую медаль. В полуфинале победил британца Кристофера Скелли, в финале — грузина Реваза Чикоидзе.